# Atsuki Wada
Atsuki Wada (født 9. februar 1993) er en japansk fodboldspiller.
Han har spillet for flere forskellige klubber i sin karriere, herunder Kyoto Sanga FC.